# Tang Dai
Tang Dai (ou T'ang Tai, surnom : Yudong, noms de pinceau : Jingyan et Mozhuang) est un peintre chinois du XVIIIe siècle d'origine mandchoue. Ses dates de naissance et de décès ainsi que ses origines, ne sont pas connues, mais on sait que sa période d'activité se situe dans le premier tiers du XVIIIe siècle.

## Biographie
Peintre de paysage, Tang Dai est le disciple de Wang Yuanqi et très apprécié de l'empereur Qing Kangxi, dont il supervise les collections. Il est l'auteur d'un traité intitulé le Huishi Fawei (1717), ouvrage clair et facile, de présentation didactique et méthodique. Les matières sont réparties en vingt-quatre rubriques critiques, esthétiques et techniques et l'organisation générale reprend celle du traité de Han Zhuo (XIIe siècle); la pensée esthétique est celle de Wang Yuanqi, faite de préjugés d'école et de la condamnation de l'école de Zhe. Mais il s'agit néanmoins d'un ouvrage solide et important, qui constitue une très bonne documentation sur les grands courants de la peinture Qing, dans la lignée de Wang Yuanqi. Le National Palace de Taipei conserve deux œuvres de Tang Dai: Vie dans une retraite isolée  et Paysage dans le style de Fan Kuan, deux rouleaux en hauteur à l'encre et couleurs sur soie. Biographie: livre 1 (Congkan, pp. 11-12). Analyse: Jieti (Congkan, p. 357); Huashi, vol. II, pp. 273-274.

## Propos sur la peinture de Tang Dai et autres peintres historiens
- L'accomplissement de la Règle[n 1]

Le compas et l'équerre sont les normes suprêmes du carré et du cercle, et les mouvements du Ciel et de la Terre sont mesurables par le compas et l'équerre. Le vulgaire sait seulement mesurer avec le compas et l'équerre, mais il ignore quel est le principe qui régit les circonvolutions de l'Univers; aussi, l'Univers tient-il l'homme enchaîné dans les règles, et l'homme se plie aux règles en aveugle; qu'il s'agisse de règles induites ou déduites, de toute manière, il n'arrive jamais à saisir le pourquoi de leur existence. Mais les règles qu'on ne peut comprendre constituent un obstacle.
Aujourd'hui comme autrefois, si l'on ne peut réduire l'obstacle que dressent les règles, c'est parce que l'on ne comprend pas le principe de l'Unique Trait de Pinceau. Mais si on le comprend, on n'a plus d'œillères et la peinture découle de l'esprit, et les obstacles s'écartent. La peinture qualifie les formes de tous les êtres de l'Univers. Comment peut-elle s'acquitter de cette mission sinon par le truchement du pinceau et de l'encre? L'encre vient de la Nature, épaisse ou fluide, sèche ou onctueuse, comme on veut. Le pinceau est contrôlé par l'homme, pour exprimer les contours, les rides, les différentes sortes de lavis, à son gré.
- Pinceau et encre.

Parmi les Anciens, certains « ont le pinceau et l'encre »; d'autres ont le pinceau mais pas l'encre, et d'autres ont l'encre mais pas le pinceau. Ceci provient, non pas de ce que l'aspect des paysages est par lui-même limité, mais de l'inégale répartition des dons chez les peintres. L'encre, en imprégnant le pinceau, doit le doter d'aisance; le pinceau, en utilisant l'encre, doit la douer d'esprit. L'aisance de l'encre est une question de formation technique; l'esprit du pinceau est une question de vie. « Avoir l'encre mais pas le pinceau » veut dire que l'on est investi de l'aisance que donne la formation technique, mais que l'on est incapable de donner libre cours à l'esprit de la vie. « Avoir le pinceau mais pas l'encre » veut dire que l'on est réceptif à l'esprit de la vie, mais sans pouvoir introduire les métamorphoses que donne l'aisance de la formation technique.
L'essentiel de la vie réside dans la réalité concrète des monts et des fleuves et de l'infinité des créatures, saisie sous ses aspects variés. Aussi, si les monts, les fleuves et l'infinité des créatures peuvent révéler leur âme à l'homme, c'est parce que l'homme détient le pouvoir de formation et de vie, sinon comment peut-il être possible de tirer ainsi du pinceau et de l'encre une réalité de chair et d'os, expansion et unisson, substance et fonction, forme et dynamisme, inclinaison et aplomb, ramassement et bondissement, latence secrète et jaillissement, élévation altière, surgissement abrupt, hauteur aiguë, escarpement fantastique et surplomb vertigineux, exprimant dans chaque détail la totalité de son âme et la plénitude de son esprit?
- L'union du pinceau et de l'encre est celle de Yin et Yun.

Yin et Yun, ce double concept trouve son origine dans le Livre des Mutations: « le Yin-Yun du Ciel et de la Terre, essence première à partir de laquelle s'opèrent les métamorphoses de toutes les créatures ». Yin-Yun désigne l'union fondamentale du Ciel et de la Terre, l'accouplement des opposés-complémentaires à partir duquel s'engendrent tous les phénomènes; et telle est bien l'union du pinceau et de l'encre: la dialectique du mâle et de la femelle ne s'exerce pas seulement dans la peinture elle-même (avec la combinaison de la montagne et de l'eau), mais encore au niveau des instruments du peintre, avec le pinceau et l'encre. 
Shitao souligne ce parallèle avec une clarté et une insistance uniques, de même que cette réflexion de Tang Dai: « Dans leur alternance de repliement et de déploiement, le Ciel et la Terre donnent forme à toutes les créatures qui, toutes, naissent naturellement sous l'impulsion du Souffle; il en va de même pour la création picturale: dans la peinture des Anciens, le pinceau avec son activité fait office de Yang, l'encre avec son immobilité fait office de Yin; transmettre le souffle par le moyen du pinceau est le fait du Yang; produire les tonalités au moyen de l'encre est le fait du Yin; et c'est par cette incorporation du Yin au Yang, réalisée par le pinceau et l'encre, que chaque peinture se trouve produite (...). Le naturel du pinceau et de l'encre correspond au naturel du Ciel et de la Terre ».
- Le paysage[n 6].

Tang Dai (in Congkan, p. 256), consacre dans son traité un chapitre entier au sujet de ces pèlerinages dans la Nature que le peintre se doit d'accomplir: la connaissance des montagnes réelles est indispensable au peintre, et il énumère même les différentes montagnes qu'il importe avant tout d'aller visiter. Reprenant la hiérarchie des classifications critiques traditionnelles, il considère que, pour mériter le grade inférieur de « capable », il suffit de s'exercer studieusement selon les règles; pour accéder au grade moyen de « merveilleux », il faut étudier et copier les chefs-d'œuvre de l'Antiquité; mais pour ce qui est du grade supérieur de « génial » et de l'ordre suprême, hors catégorie, de « naturel-désinvolte », l'artiste doit s'appuyer sur une contemplation directe de la Nature. Sous des formes diverses, on retrouve sans cesse chez de très nombreux auteurs — et cela jusqu'à l'époque contemporaine inclusivement — cette même idée que c'est seulement par la visite des sites naturels que le peintre peut atteindre les secrets les plus profonds de son art.
- La méthode des rides

Par le moyen des « rides », le pinceau suggère le relief vivant des choses; mais comme les formes des montagnes peuvent affecter mille aspects variés, il s'ensuit que cette expression de leur relief ne peut se réduire à une seule formule. Cependant les esprits vulgaires s'attachent seulement à l'aspect théoriques des « rides » et perdent de vue les reliefs naturels qu'elles ont fonction de représenter: mais alors quelle relation ces « rides », cultivées pour elles-mêmes, ont-elles encore avec les montagnes réelles? C'est ainsi qu'on parle des rides ‹nuages enroulés›, ‹taillées à la hache›, ‹chanvre éparpillé›, ‹corde dé-toronnée›, ‹face de diable›, ‹crâne de squelette›, ‹fagot emmêlé›, ‹grains de sésame›, ‹or et jade›, ‹fragment de jade›, ‹cavité ronde›, ‹pierre d'alun›, ‹sans os›; ce sont tous là divers types de rides. 
- Procédés[n 10].

En peinture, il y a six procédés d'expression: l'attention centrée sur la scène indépendamment de l'arrière-fond, l'attention centrée sur l'arrière-fond indépendamment de la scène, l'inversion, l'addition d'éléments expressifs, la rupture, le vertige. Une explication succincte de chaque procédé :
- L'attention centrée sur la scène indépendamment de l'arrière-fond : Sur un fond de montagnes séculaires et hivernales, se détache un avant-plan printanier.
- L'attention centrée sur l'arrière-fond indépendamment de la scène : derrière de vieux arbres dénudés, se dresse une montagne printanière.
- L'inversion : les arbres sont droits, tandis que les montagnes et rochers penchent de guingois; ou bien montagnes et rochers sont droits, tandis que les arbres penchent.
- L'addition d'éléments expressifs : tandis que la montagne déserte et sombre est dans la moindre apparence de vie, ajouter çà et là quelques saules épars, de tendres bambous, un petit pont, une chaumière.
- La rupture : créer un univers pur de toute souillure de la banalité vulgaire; montagnes, rivières, arbres ne sont livrés que partiellement, amputés de l'une ou l'autre extrémité; partout, aucun coup de pinceau qui ne n'est abruptement interrompu[n 13]; mais pour employer ce méthode d'interruption avec succès, il est essentiel de travailler d'un pinceau absolument libre et détaché[n 14].
- Le vertige : il s'agit d'exprimer un univers inaccessible à l'homme, sans nulle route qui y mène[n 15], telles ces îles montagneuses du Bohai; Penglai et Fanghu ou seuls les Immortels peuvent résider, mais que le commun des mortels ne peut imaginer; cela, c'est le vertige tel qu'il existe dans l'univers naturel; pour l"exprimer en peinture, il n'y a qu'à montrer des cimes escarpées, des précipices, des passerelles suspendues, des gouffres extraordinaires. Pour que l'effet en soit vraiment merveilleux, il faut faire voir toute la force du coup de pinceau[9].
- Océan et vagues.

La Mer possède le déferlement immense, la Montagne possède le recel latent. La Mer engloutit et vomit, la Montagne se prosterne et s'incline. La Mer peut manifester une âme, la Montagne peut véhiculer un rythme. La Montagne avec la superposition de ses cimes, la succession de ses falaises, avec ses vallées secrètes et ses précipices profonds, ses pics élevés qui pointent brusquement, ses vapeurs, ses brumes et ses rosées, ses fumées et ses nuages, fait penser aux déferlements, aux engloutissements et aux rejaillissements de la mer; mais tout cela n'est pas l'âme que manifeste la Mer elle-même: ce sont seulement celles des qualités de la Mer que la Montagne s'approprie.